# Goran Bogunović
Goran Bogunović (* 28. Juni 1989 in Split, SFR Jugoslawien) ist ein kroatischer Handballspieler.

## Sportliche Laufbahn
Der 1,97 m große und 102 kg schwere linke Rückraumspieler spielte bereits mit 17 Jahren für den französischen Verein Chambéry Savoie HB in der EHF Champions League. Zwischenzeitlich war er an Dijon Bourgogne HB ausgeliehen. 2008 kehrte er nach Kroatien zurück zum RK Siscia. 2010 schloss er sich dem kroatischen Serienmeister RK Zagreb an, mit dem er Meister und Pokalsieger wurde. Nach nur einer Saison wechselte er zum slowenischen Verein RK Koper, den er bereits im April 2012 Richtung Katar verließ. Im Sommer 2012 unterschrieb er erneut bei Dijon Bourgogne HB. Im September 2013 wechselte er zum Schweizer Verein GC Amicitia Zürich. Auf Grund der verletzungsbedingten Ausfälle der Rückraumspieler Draško Nenadić, Lars Kaufmann und Ólafur Gústafsson verpflichtete ihn die SG Flensburg-Handewitt im Februar 2014 bis zum Saisonende. Mit den Fördestädtern gewann er die EHF Champions League 2013/14 und erreichte das Endspiel im DHB-Pokal 2013/14.
Bogunović lief in der Saison 2014/15 für den rumänischen Erstligisten HCM Constanța. Nachdem Bogunović anschließend vertragslos war, schloss er sich im Oktober 2015 dem Ligakonkurrenten HC Odorhei an. Später lief Bogunović in den Vereinigten Arabischen Emiraten für al-Wasl und al-Ahli Dubai sowie in Israel für Hapoel Rischon LeZion auf, bevor er 2017 zu einem Zweitligisten nach Split wechselte. Im Januar 2019 unterschrieb er einem Vertrag beim slowenischen Verein RK Maribor Branik. Nachdem Bogunović anschließend für den griechischen Verein Olympiakos Piräus aktiv gewesen war, wechselte er im Januar 2020 zum deutschen Drittligisten TV Großwallstadt. Mit dem TVG stieg er 2020 in die 2. Bundesliga auf.
Mit der kroatischen U-19-Nationalmannschaft gewann Goran Bogunović bei der U-19-Weltmeisterschaft 2007 die Silbermedaille. In der Kroatischen A-Nationalmannschaft debütierte er am 11. Juni 2010 gegen Polen. Bislang bestritt er zwei Länderspiele, in denen er drei Tore erzielte. (Stand: 9. Februar 2014)